# Euchaetis vallis-simiae
Euchaetis vallis-simiae là một loài thực vật có hoa trong họ Cửu lý hương. Loài này được I.Williams mô tả khoa học đầu tiên năm 1979.